# Frank Hamer
Francis Augustus Hamer, född 17 mars 1884 i Wilson County, Texas, död 10 juli 1955i Austin, Texas, var en amerikansk polis och kapten i Texas Rangers, mest känd för att ha lett bakhållet som resulterade i att de ökända brottslingarna Bonnie Parker och Clyde Barrow sköts till döds 1934. 
Hamer påbörjade sin karriär som Texas Ranger i slutet av 1906. Han lämnade Ranger 1908 för att arbeta som City Marshal i Navasota, Texas. 1915 gick han återigen med i Texas Rangers igen. Han befordrades så småningom till kapten.
Hans mest kända insats kom i maj 1934 när han fick i uppdrag att spåra upp och gripa Bonnie Parker och Clyde Barrow, vars brottsturné hade skördat flera liv och skapat rubriker över hela USA. Hamer satte samman en grupp lagmän från Texas och Louisiana och efter en intensiv jakt lyckades de gillra en fälla på en landsväg i Bienville Parish. I den efterföljande eldstriden dödades både Bonnie och Clyde.
Efter händelsen med Bonnie och Clyde fortsatte Hamer att arbeta. Han pensionerade sig formellt från Texas Rangers 1949. Frank Hamer är invald i Texas Ranger Hall of Fame och betraktas som en av de mest effektiva och färgstarka gestalterna i Texas Rangers historia. Hans liv och karriär har skildrats i ett flertal böcker, filmer och dokumentärer.

## I populärkultueren
Hamer spelas av Denver Pyle i filmen Bonnie och Clyde från 1967. I filmen The Highwaymen från 2019, spelas Hamer av den amerikanska skådespelaren Kevin Costner